# Хасэми, Масахиро
Масахиро Хасэми (яп. 長谷見昌弘 Хасэми Масахиро, 13 ноября 1945 года, Токио) — японский мотогонщик и автогонщик, участник чемпионата мира по автогонкам в классе Формула-1.

## Биография
В 1960 году начал гоночную карьеру в мотокроссе, в 1964 году перешёл в гонки туринговых автомобилей, в которых выступал за команду «Nissan». В 1975 году выиграл Гран-при Японии, не входивший в том году в зачёт чемпионата мира «Формулы-1», а когда на следующий год этот Гран-при стал этапом чемпионата мира, Хасэми заявился на него в составе местной команды «Кодзима». Специальная резина, подготовленная фирмой «Данлоп», позволила ему занять десятое место на старте, причём Хасэми вполне мог занять поул, но не смог из-за аварии в пятничной тренировке по собственной вине. В гонке Хасэми из-за быстрого износа шин был вынужден заезжать на дополнительный пит-стоп и в итоге финишировал на 11 месте, проиграв 7 кругов победителю.
В 1980 году он выиграл четыре главных японских автогоночных чемпионата: «Формулы-2», «Формулы-1», чемпионат спорткаров и чемпионат «Формулы-Пасифик». В 1989, 1991 и 1992 годах он трижды выиграл чемпионат Японии по автогонкам туринговых автомобилей за рулём «Опель-Вектра». Также в 1990 году он стал чемпионом Японии в гонках спортивных автомобилей и занял пятое место в гонке «24 часа Ле-Мана», в 1992 году выиграл гонку «24 часа Дайтоны» в экипаже с Тосио Судзуки и Кадзуёси Хосино. По окончании гоночной карьеры в 2001 году работал менеджером собственной гоночной команды «Хасэми Спорт», участвующей в японском чемпионате GT, а также занимался бизнесом по продаже автомобильных запчастей.

## Интересный факт
По результатам гонки Гран-при Японии 1976 года был объявлен обладателем лучшего круга. Спустя несколько дней пресс-служба автодрома признала это ошибкой измерения, и лучший круг был присуждён пилоту Ligier Жаку Лаффиту.

## Результаты гонок в Формуле-1
| Легенда к таблице |                                                                    |
| --- | ------------------------------------------------------------------ |
| В таблице перечислены результаты всех Гран-при Формулы-1, в которых принимал участие гонщик. Строками таблицы являются сезоны, столбцами — этапы чемпионата мира. В каждой клетке указаны сокращённое название этапа и результат, дополнительно обозначенный цветом. Расшифровка обозначений и цветов представлена в нижеследующей таблице. |                                                                    |
| \| Пример \| Описание \| \| ------------ \| ------------------------------------------------------------------ \| \| 1 \| Победитель \| \| 2 \| Второе место \| \| 3 \| Третье место \| \| 5 \| Финишировал, заработав очки \| \| Сход \| Не финишировал, но при этом заработал очки \| \| 12 \| Финишировал, не получив очков \| \| НКЛ \| Финишировал, но не попал в финальную классификацию \| \| 15 \| Участвовал вне зачёта, либо по отдельной классификации \| \| 18 \| Не финишировал, но попал в финальную классификацию \| \| Сход \| Не финишировал \| \| НКВ \| Не прошёл квалификацию \| \| НПКВ \| Не прошёл предквалификацию \| \| ДСК \| Дисквалифицирован \| \| ИСК \| Исключён из протокола соревнований \| \| ТТ \| Заявлен для участия только в тренировках \| \| НС \| Участвовал в квалификации, но не стартовал в гонке \| \| Т \| Травмирован или болен \| \| ОТК \| Отказ от участия \| \| НТР \| Прибыл на соревнования, но на трассу не выезжал \| \| НПР \| Был заявлен в числе участников, но не прибыл к началу соревнований \| \| О \| Соревнования отменены \| \| \| Не участвовал \| \| Поул-позиция \| \| \| Быстрый круг \| \| |                                                                    |
| Пример | Описание                                                           |
| 1 | Победитель                                                         |
| 2 | Второе место                                                       |
| 3 | Третье место                                                       |
| 5 | Финишировал, заработав очки                                        |
| Сход | Не финишировал, но при этом заработал очки                         |
| 12 | Финишировал, не получив очков                                      |
| НКЛ | Финишировал, но не попал в финальную классификацию                 |
| 15 | Участвовал вне зачёта, либо по отдельной классификации             |
| 18 | Не финишировал, но попал в финальную классификацию                 |
| Сход | Не финишировал                                                     |
| НКВ | Не прошёл квалификацию                                             |
| НПКВ | Не прошёл предквалификацию                                         |
| ДСК | Дисквалифицирован                                                  |
| ИСК | Исключён из протокола соревнований                                 |
| ТТ | Заявлен для участия только в тренировках                           |
| НС | Участвовал в квалификации, но не стартовал в гонке                 |
| Т | Травмирован или болен                                              |
| ОТК | Отказ от участия                                                   |
| НТР | Прибыл на соревнования, но на трассу не выезжал                    |
| НПР | Был заявлен в числе участников, но не прибыл к началу соревнований |
| О | Соревнования отменены                                              |
| | Не участвовал                                                      |
| Поул-позиция |                                                                    |
| Быстрый круг |                                                                    |

| Год  | Команда | Шасси        | Двигатель | 1   | 2   | 3   | 4   | 5   | 6   | 7   | 8   | 9   | 10  | 11  | 12  | 13  | 14  | 15  | 16     | Место | Очки |
| ---- | ------- | ------------ | --------- | --- | --- | --- | --- | --- | --- | --- | --- | --- | --- | --- | --- | --- | --- | --- | ------ | ----- | ---- |
| 1976 | Kojima  | Kojima KE007 | Cosworth  | БРА | ЮАР | СШЗ | ИСП | БЕЛ | МОН | ШВЕ | ФРА | ВЕЛ | ГЕР | АВТ | НИД | ИТА | КАН | США | ЯПО 11 | -     | 0    |